# Siddheshwari
Pour plus de détails, voir Fiche technique et Distribution.
Siddheshwari est un film indien réalisé par Mani Kaul, sorti en 1990. C'est un portrait de la chanteuse classique Siddheshwari Devi (1908–1976).

## Fiche technique
- Titre français : Siddheshwari
- Réalisation : Mani Kaul
- Scénario : Mani Kaul
- Pays d'origine :  Inde
- Format : couleurs - 35 mm - 1,37:1 - Mono
- Genre : documentaire
- Durée : 123 minutes
- Date de sortie : 1990

## Distribution
- Malviya : Siddeshwari
- Muhar Biswas : Siddeshwari (enfant)
- Mita Vasisht :
- Ranjana Srivastava : Rajeshwari Devi
- Shravani Mukherjee : Kamala
- Pandit Narayan Misra : Siyaji Maharaj